# Warner Records
Warner Records Inc. (dříve Warner Bros. Records Inc., do roku 2019) je americké hudební vydavatelství. Jedná se o dceřinou společnost vydavatelství Warner Music Group se sídlem v Los Angeles v Kalifornii. Vydavatelství založil jako hudební divizi amerického filmového studia Warner Bros. v roce 1958 Jack Warner.
Mezi umělce, kteří nahrávali pro Warner Records, patří Madonna, Prince, Cher, Devo, The B-52's, Joni Mitchell, Van Halen, Alice Cooper, Kylie Minogue, The Flaming Lips, Gorillaz, Bette Midler, Grateful Dead, Jane's Addiction, Blur, Duran Duran, Deep Purple, Fleetwood Mac, James Taylor, Nile Rodgers, Black Sabbath, Red Hot Chili Peppers, Linkin Park, Muse, Mac Miller, Dua Lipa, Bebe Rexha, R.E.M., Sex Pistols, Bootsy Collins, Zapp, Funkadelic, Doobie Brothers.